# Sankt Georgen an der Gusen
Sankt Georgen an der Gusen är en ort och kommun  i Österrike. Den ligger i distriktet Perg i förbundslandet Oberösterreich, 140 kilometer väster om huvudstaden Wien. 
Kommunen består av fyra orter (Ortschaften) (inom parentes invånarantal 1 januari 2024):
- Denneberg (32)
- Sankt Georgen an der Gusen (4 060)
- Schörgendorf (140)
- Zottmann (173)